# دیرک لیلک
دیرک لیلک (انگلیسی: Dirk Lellek; ۳ ژانویهٔ ۱۹۶۴ – ۲۱ آوریل ۲۰۱۶) بازیکن فوتبال اهل آلمان بود.
از باشگاه‌هایی که در آن بازی کرده‌است می‌توان به باشگاه فوتبال بازل، باشگاه ورزشی وردر برمن، باشگاه فوتبال هرتابرلین، باشگاه فوتبال آینتراخت برانشوایگ، و باشگاه فوتبال اسنابروک اشاره کرد.